# Ле-Рё (Иль и Вилен)
Ле-Рё (фр. Le Rheu) — коммуна на северо-западе Франции, находится в регионе Бретань, департамент Иль и Вилен, округ Ренн, центр одноименного кантона. Расположена в 7 км к западу от Ренна, через территорию коммуны проходит национальная автомагистраль N24.
Население (2018) — 8 914 человек. 

## История
Ле-Рё был основан галло-римлянами. В Средние Века здесь было построено много особняков, часть из которых сохранилась до наших дней.
Жизнь небольшого сельского поселения стала меняться в 50-е годы, когда мэр Жан Шатель задумал серьезную перепланировку. Он построил около 100 коттеджей вдоль автомагистрали N24. В 1959 году он пригласил в Ле-Рё Гастона Барде, директора по исследованиям Высшего института прикладного градостроительства в Брюсселе. Барде в течение 10 лет реализовывал в Ле-Рё концепцию города-сада, сочетающую развитие социальной инфраструктуры, интеллектуальное планирование движения и создание зеленой среды. Он построил на территории коммуны три жилых района. 
В середине 80-х годов центр города был превращен в пешеходную зону, для чего многие дома вокруг церкви и здания мэрии были снесены. В 1986 году ферма la Noé была реконструирована и превращена в культурный центр, в котором размещена штаб-квартира ассоциации Agora. 
В 1965 году к Ле-Рё была присоединена соседняя коммуна Муанье, вследствие чего граница коммуны на востоке подошла к аэропорту Ренна, что ограничивает возможности по развитию этой территории.

## Достопримечательности
- Церковь Святых Петра и Павла XIX века
- Церковь Святого Мелена XV века в Муанье
- Шато ла Фрелоньер

## Экономика
Структура занятости населения:
- сельское хозяйство — 0,8 %
- промышленность — 9,5 %
- строительство — 14,0 %
- торговля, транспорт и сфера услуг — 60,0 %
- государственные и муниципальные службы — 15,6 %

Уровень безработицы (2018) — 10,9 % (Франция в целом —  13,4 %, департамент Иль и Вилен — 10,4 %). 

Среднегодовой доход на 1 человека, евро (2018) — 23 570 (Франция в целом — 21 730, департамент Иль и Вилен — 22 230).

## Демография
Динамика численности населения, чел.

## Администрация
Пост мэра Ле-Рё с 2015 года занимает социалист Микаэль Булу (Mickaël Bouloux).  На муниципальных выборах 2020 года возглавляемый им левый список победил во 2-м туре, получив 51,32 % голосов.
| Период | Период | Фамилия      | Партия                         | Примечания                                                                                     |
| ------ | ------ | ------------ | ------------------------------ | ---------------------------------------------------------------------------------------------- |
| 1972   | 1995   | Жан Овернь   | Радикальная левая партия       | Инженер по общественным работам и строительству                                                |
| 1995   | 2001   | Жерар Пурше  | Союз за французскую демократию | инспектор национального образования вице-президент Регионального совета Бретани                |
| 2001   | 2015   | Жан-Люк Шеню | Социалистическая партия        | территориальный чиновник, член Генерального совета департамента, президент Совета департамента |
| 2015   |        | Микаэль Булу | Социалистическая партия        | инженер                                                                                        |

## Города-побратимы
- Грасбрунн, Германия

## Галерея

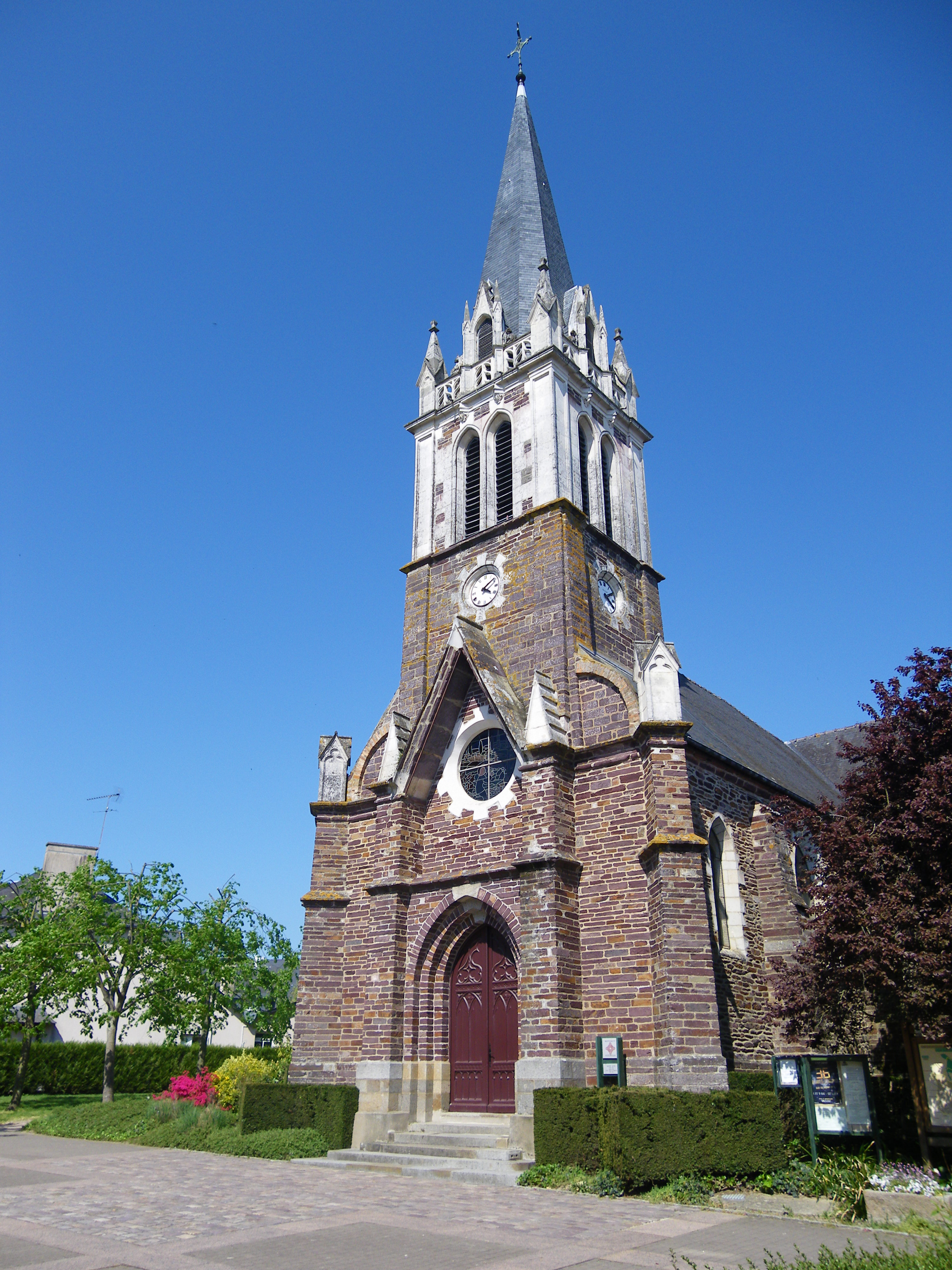
Церковь Святых Петра и Павла
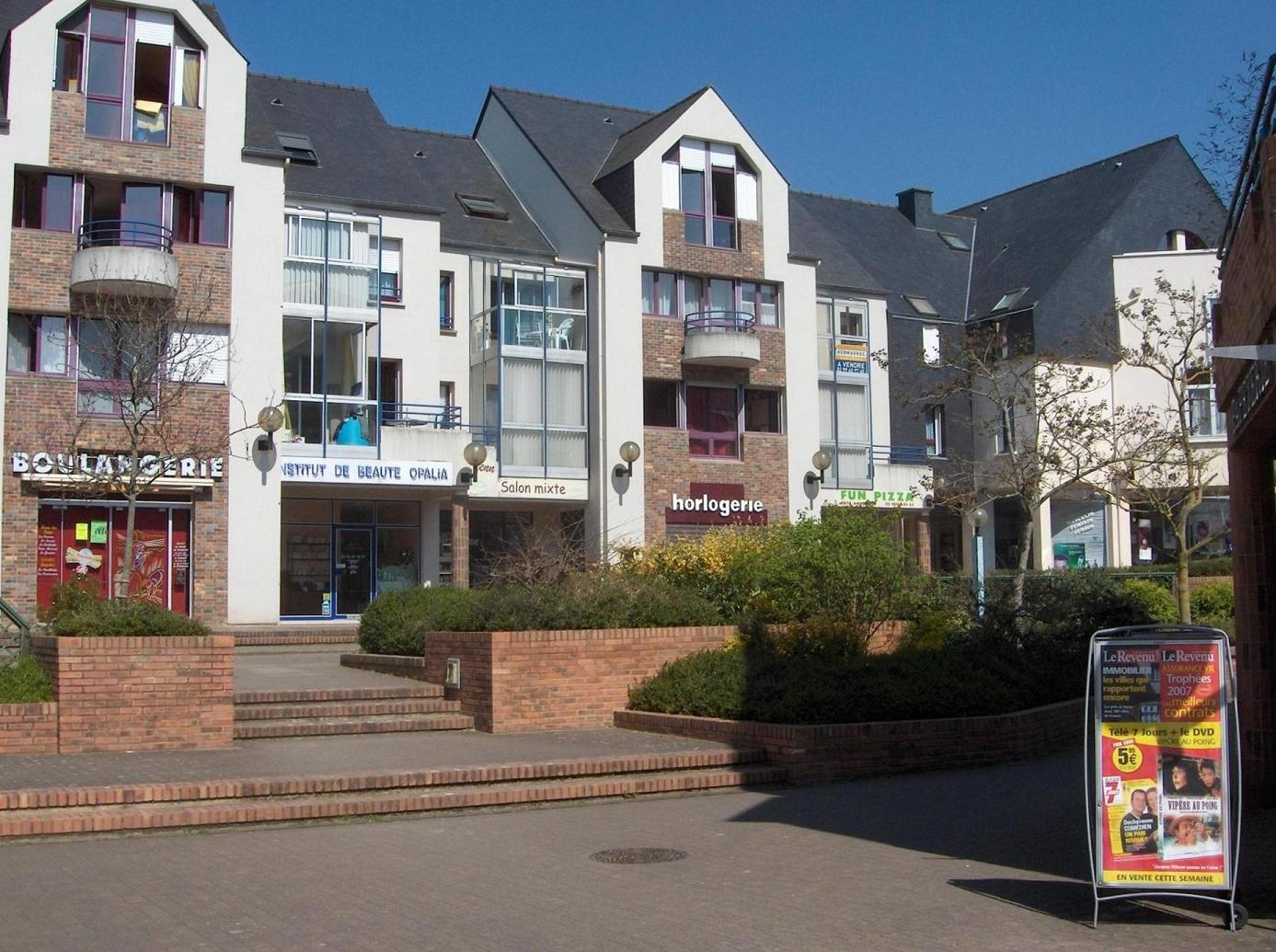
Улица в центре города